# عصر آهن در اروپا
در اروپا، عصر آهن آخرین مرحله از دوره پیشاتاریخ و اولین دوره از نیمه‌تاریخی است، که در ابتدا به معنای توصیف مناطق خاص توسط نویسندگان یونانی و رومی بود. برای بسیاری از اروپا، این دوره پس از تسخیر توسط رومی‌ها به‌طور ناگهانی به پایان رسید، اگرچه فلزکاری آهن همچنان به عنوان فناوری غالب تا دوران اخیر باقی ماند. در دیگر نقاط، این دوره تا قرون اولیه میلادی ادامه داشت یا به مسیحیت تبدیل شد یا توسط فتح جدیدی در دوره مهاجرت جایگزین شد.